# SIE San Mateo Studio
SIE San Mateo Studio (anciennement Foster City Studio) est un studio de développement américain de jeux vidéo, et filiale de Sony Interactive Entertainment. Comme son nom le sous-entend, le studio est implanté dans la ville de Foster City en Californie où il s'est installé en 1998. 
Il est surtout chargé de superviser les jeux first party développés par des studios externes. Le studio a participé au développement de la plupart des titres issus des franchises SOCOM: US Navy Seals avec Zipper Interactive, ou encore Sly Cooper avec Sucker Punch Productions.

## Jeux
| Franchises             | Plateformes                                           | Années           | Développeurs                                                      |
| ---------------------- | ----------------------------------------------------- | ---------------- | ----------------------------------------------------------------- |
| Syphon Filter          | PlayStation, PlayStation 2, PlayStation Portable      | 1999–2007        | Bend Studio                                                       |
| Jak and Daxter         | PlayStation 2, PlayStation Portable, PlayStation 3    | 2001-aujourd'hui | Naughty Dog, Ready at Dawn Studios, High Impact Games, Mass Media |
| SOCOM: U.S. Navy SEALs | PlayStation 2, PlayStation Portable, PlayStation 3    | 2002–aujourd'hui | Zipper Interactive, Slant Six Games                               |
| Sly                    | PlayStation 2, PlayStation 3                          | 2002–aujourd'hui | Sucker Punch, Sanzaru Games                                       |
| Ratchet & Clank        | PlayStation 2, PlayStation 3, PlayStation Portable    | 2002–aujourd'hui | Insomniac Games, High Impact Games, Sanzaru Games, Idol Minds     |
| Resistance             | PlayStation 3, PlayStation Portable, PlayStation Vita | 2006–aujourd'hui | Insomniac Games, Bend Studio, Nihilistic                          |
| Uncharted              | PlayStation 3, PlayStation Vita                       | 2007–aujourd'hui | Naughty Dog, Bend Studio                                          |
| Infamous               | PlayStation 3                                         | 2009–aujourd'hui | Sucker Punch                                                      |